# Ciuta (okręg Marmarosz)
Ciuta – wieś w Rumunii, w okręgu Marmarosz, w gminie Bicaz. W 2011 roku liczyła 203 mieszkańców.